# Chlorissa attenuata
Chlorissa attenuata är en fjärilsart som beskrevs av Walker 1863. Chlorissa attenuata ingår i släktet Chlorissa och familjen mätare. Inga underarter finns listade i Catalogue of Life.